# エビアン選手権
アムンディ・エビアン選手権（アムンディ・エビアンせんしゅけん、Amundi Evian Championship）は、フランス・エビアンのエビアンリゾート・ゴルフクラブで毎年7月に行われる、欧州女子ゴルフツアー(LET)と全米女子プロゴルフ協会(LPGA)が共同開催するゴルフトーナメント。2013年から第5のメジャー選手権となった。

## 概要
1994年、「エビアン・マスターズ」として創設されたゴルフトーナメントで、当初はLETのメジャー大会として開催されていた。2000年からはLETとLPGAの共催となり、同年以降は賞金がドル建てとなる。同大会は全英女子オープンの直前に開催されるため、イギリスに近い場所での開催ということもあって全英女子オープンの前哨戦としての意味合いが強い。ただしエビアン選手権がLPGA・LETの共催なのに対し全英女子オープンはイギリス女子ゴルフ連合の主催であるため、2004年以降は賞金総額が全英女子オープンのそれを上回るという逆転現象が起こっていた。
メジャー大会に昇格した2013年からは9月に開催されていたが、雨が多い時期を避けるため、2019年より7月開催に変更された。
2021年より5年間、ヨーロッパでは最大級とされる資産運用会社アムンディがトーナメントスポンサーとなることが決定し、大会名も『アムンディ・エビアン選手権』となる。

## 特徴
例年温暖かつ安定した気候のもとで開催され、コースとなるエビアンリゾート・ゴルフクラブも難易度のそれほど高くないゴルフ場であることから、毎年のように「ビッグスコア」と呼ばれる、2桁のアンダーパーでの優勝争いとなる。エビアンリゾート・ゴルフクラブで行われる4日間の同大会のスコア最高記録は2016年にこの大会を制した田仁智による21アンダーであり、代替開催も含めると2003年覇者のジュリ・インクスターと並ぶ記録がある。
2団体共催ということもありエビアン選手権への出場資格は他大会に比べ厳しめであるが、その一方で2006年までは「予選落ち」が存在せず、出場者全員が成績に関わらず最終日までラウンドできる大会でもあった。

## 出場資格
- LPGA殿堂入りをしている者
- 歴代優勝者
- 過去5年のシェブロン選手権・全米女子オープン・全英女子オープン・全米女子プロゴルフ選手権優勝者
- 同選手権1ヶ月前と開催週のロレックス女子世界ランキング50位以内の選手(6月末最終月曜日付けのランキング)。
- 前週までのLPGAツアー及びLETツアー賞金ランキング上位者

その他、特別推薦枠がある。

## 歴代優勝者
LET-LPGA共催メジャー大会（2013-）
| 年      | 日時         | 優勝者                     | スコア                     | パー                       | 2位との差                  | 2位の選手                                                                         | 総額 (US$) | 優勝賞金  |
| ------- | ------------ | -------------------------- | -------------------------- | -------------------------- | -------------------------- | --------------------------------------------------------------------------------- | ---------- | --------- |
| 2025    | 10–13 Jul    | グレース・キム             | 65-68-70-67=270            | –14                        | Playoff                    | ジーノ・ ティティクル                                                             | 8,000,000  | 1,200,000 |
| 2024年  | 7月11–14日   | 古江彩佳                   | 65-65-70-65=265            | −19                        | 1打差                      | ステファニー・キリアコウ                                                          | 8,000,000  | 1,200,000 |
| 2023年  | 7月26–29日   | セリーヌ・ブティエ         | 66-69-67-68=270            | −14                        | 6打差                      | ブルック・ヘンダーソン                                                            | 6,500,000  | 1,000,000 |
| 2022年  | 7月21–24日   | ブルック・ヘンダーソン     | 64-64-68-71=267            | −17                        | 1打差                      | ソフィア・シューベルト                                                            | 6,500,000  | 1,000,000 |
| 2021年  | 7月22日–25日 | ミンジー・リー             | 68-69-65-64=266            | −18                        | プレーオフ                 | イ・ジョンウン6                                                                   | 4,500,000  | 675,000   |
| 2020年  | 8月6日–9日   | 新型コロナ大流行により中止 | 新型コロナ大流行により中止 | 新型コロナ大流行により中止 | 新型コロナ大流行により中止 | 新型コロナ大流行により中止                                                        | 4,100,000  | 615,000   |
| 2019年  | 7月25日–28日 | コ・ジンヨン               | 65-71-66-67=269            | −15                        | 2打差                      | 馮珊珊 金孝周 ジェニファー・カップチョ                                            | 4,100,000  | 615,000   |
| 2018年  | 9月13日–16日 | アンジェラ・スタンフォード | 72-64-68-68=272            | −12                        | 1打差                      | オースティン・アーンスト キム・セヨン（英語版） モ・マーティン エイミー・オルソン | 3,850,000  | 577,500   |
| 2017年* | 9月15日–17日 | アンナ・ノルドクビスト     | 70-68-66=204               | −9                         | プレーオフ                 | ブリタニー・アルトマーレ                                                          | 3,650,000  | 547,500   |
| 2016年  | 9月15日–18日 | 田仁智                     | 63-66-65-69=263            | −21                        | 4打差                      | 朴城炫 柳簫然                                                                     | 3,250,000  | 487,500   |
| 2015年  | 9月10日-13日 | リディア・コ               | 69-69-67-63=268            | -16                        | 6打差                      | レクシー・トンプソン                                                              | 3,250,000  | 487,500   |
| 2014年  | 9月11日-14日 | キム・ヒョージュ           | 61-72-72-68=273            | -11                        | 1打差                      | カリー・ウェブ                                                                    | 3,250,000  | 487,500   |
| 2013年* | 9月12日-15日 | スーザン・ペターセン       | 66-69-68=203               | –10                        | 2打差                      | リディア・コ (a)                                                                  | 3,250,000  | 487,500   |

*雨のため54ホールに短縮
LET-LPGA公認大会（2000-2012）
| 年     | 日時     | 優勝者                   | 国             | スコア          | パー | 2位との差 | 総額 (US$) | 優勝賞金 |
| ------ | -------- | ------------------------ | -------------- | --------------- | ---- | --------- | ---------- | -------- |
| 2012年 | 7月26–29 | 朴仁妃                   | 韓国           | 71-64-70-66=271 | –17  | 2打差     | 3,250,000  | 487,500  |
| 2011年 | 7月21–24 | 宮里藍                   | 日本           | 68-68-67-70=273 | –15  | 2打差     | 3,250,000  | 487,500  |
| 2010年 | 7月22–25 | 申智愛                   | 韓国           | 68-70-71-66=274 | –14  | 1打差     | 3,250,000  | 487,500  |
| 2009年 | 7月23–26 | 宮里藍                   | 日本           | 69-66-70-69=274 | –14  | Playoff   | 3,250,000  | 487,500  |
| 2008年 | 7月24–27 | ヘレン・アルフレッドソン | スウェーデン   | 72-63-71-67=273 | –15  | Playoff   | 3,250,000  | 487,500  |
| 2007年 | 7月26–29 | ナタリー・ガルビス       | アメリカ合衆国 | 72-69-73-70=284 | –4   | Playoff   | 3,000,000  | 450,000  |
| 2006年 | 7月26–29 | カリー・ウェブ           | オーストラリア | 67-68-69-68=272 | –16  | 1打差     | 3,000,000  | 450,000  |
| 2005年 | 7月20–23 | ポーラ・クリーマー       | アメリカ合衆国 | 68-68-66-71=273 | –15  | 8打差     | 2,500,000  | 375,000  |
| 2004年 | 7月21–24 | ウェンディ・ドーラン     | オーストラリア | 68-68-69-65=270 | –18  | 1打差     | 2,500,000  | 375,000  |
| 2003年 | 7月23–26 | ジュリ・インクスター     | アメリカ合衆国 | 66-72-64-65=267 | –21  | 6打差     | 2,100,000  | 315,000  |
| 2002年 | 6月12–15 | アニカ・ソレンスタム     | スウェーデン   | 68-67-65-69=269 | –19  | 4打差     | 2,100,000  | 315,000  |
| 2001年 | 6月13–16 | レイチェル・テスキ       | オーストラリア | 71-68-66-68=273 | –15  | 1打差     | 2,100,000  | 315,000  |
| 2000年 | 6月14–17 | アニカ・ソレンスタム     | スウェーデン   | 70-68-70-68=276 | –12  | Playoff   | 1,800,000  | 270,000  |

LET公認大会（1994-1999）
| 年     | 日時     | 優勝者                   | 国           | スコア          | パー | 2位との差 | 総額        | 優勝賞金    |
| ------ | -------- | ------------------------ | ------------ | --------------- | ---- | --------- | ----------- | ----------- |
| 1999年 | 6月9–12  | カトリン・ニルスマーク   | スウェーデン | 69-70-72-68=279 | –9   | 2打差     | FF6,700,000 | FF1,005,000 |
| 1998年 | 6月3–6   | ヘレン・アルフレッドソン | スウェーデン | 70-69-73-65=277 | –11  | 4打差     | £500,000    | £75,000     |
| 1997年 | 6月18–21 | 小林浩美                 | 日本         | 69-67-69-69=274 | –14  | Playoff   | £425,000    | £63,750     |
| 1996年 | 6月19–22 | ローラ・デービース       | イングランド | 72-69-65-68=274 | –14  | 4打差     | FF3,000,000 | FF450,000   |
| 1995年 | 6月7–10  | ローラ・デービース       | イングランド | 68-67-69-67=271 | –17  | 5打差     |             | £40,630     |
| 1994年 | 6月9–12  | ヘレン・アルフレッドソン | スウェーデン | 71-73-73-70=287 | –1   | 3打差     |             |             |